# Алтнурґа
А́лтнурґа (ест. Altnurga küla, інша назва — Altnuka) — село в Естонії, у волості Пуурмані повіту Йиґевамаа.

## Населення
Чисельність населення на 31 грудня 2011 року становила 68 осіб.

## Географія
Село Алтнурґа межує з південною околицею селища Пуурмані.
Через село проходить автошлях 2 (Таллінн — Тарту — Виру — Лугамаа), естонська частина європейського маршруту E263.
Поблизу села тече річка Педья.